# Prywitne (osiedle w obwodzie czerkaskim)
Prywitne (ukr. Привітне, przed 2016 Komintern, ukr. Комінтерн) – osiedle na Ukrainie, w obwodzie czerkaskim, w rejonie złotonoskim, w hromadzie Czornobaj. W 2001 liczyło 663 mieszkańców, spośród których 647 wskazało jako ojczysty język ukraiński, 14 rosyjski, a 2 białoruski.